# NGC 6992
NGC 6992 је емисиона маглина у сазвежђу Лабуд која се налази на NGC листи објеката дубоког неба.
Деклинација објекта је + 31° 44' 30" а ректасцензија 20h 56m 18,0s. Привидна величина (магнитуда) објекта NGC 6992 износи 13,1 а фотографска магнитуда 7,0. NGC 6992 је још познат и под ознакама CED 182B, Veil nebula.